# František Leopold Šmíd
František Leopold Šmíd (též Leopold František Šmíd, Schmidt; 17. prosince 1848 Praha – 14. srpna 1915 tamtéž) byl český pěvec, komik, herec, kabaretiér, dramatik, písničkář, redaktor, divadelní ředitel, režisér a provozovatel biografu v Praze, autor řady písní a také zpěvoher. Stal se zakladatelem a provozovatelem První pražské pěvecké společnosti, prvního českého stálého kabaretu (šantánu) a významnou osobností českého hudebního divadla. Působil rovněž jako jeden z redaktorů časopisu Národní pěvec. prvního českého časopisu o populární hudbě.

## Život

### Mládí
Narodil se v Praze. Již v mládí se věnoval herectví a zpěvu. Asi od roku 1868 působil jako herec a pěvec u kočovných divadelních společností, které putovaly od hostince k hostinci, případně v sálech, halách a dvorech pivovarů, povětšinou s česko-německým repertoárem. Oženil se roku 1873 s dcerou písničkáře a divadelního ředitele Josefa Sodomy a založil rodinu.

### V Praze
V Praze hostoval na představeních např. v sálech restaurace U Rozvařilů, U Vocelků či v pivovaru Bílá Labuť, mj. vedle herce a pěvce Jindřicha Mošny. Vystupoval jako sólista, případně duetista. Od roku 1886 se natrvalo usadil v Praze. Rovněž psal písně a hudební díla (zpěvohry), pracoval též s fenoménem kramářských písní, ve kterých čerpal inspiraci. Roku 1888 se stal předsedou Jednoty národních zpěváků, zároveň začal působil roku 1890 jako redaktor a hlavní přispěvatel spolkem vydávaného časopisu Národní pěvec. List se stal prvním českým periodikem zaměřujícím se na téma populární hudby.

### První pražská pěvecká společnost

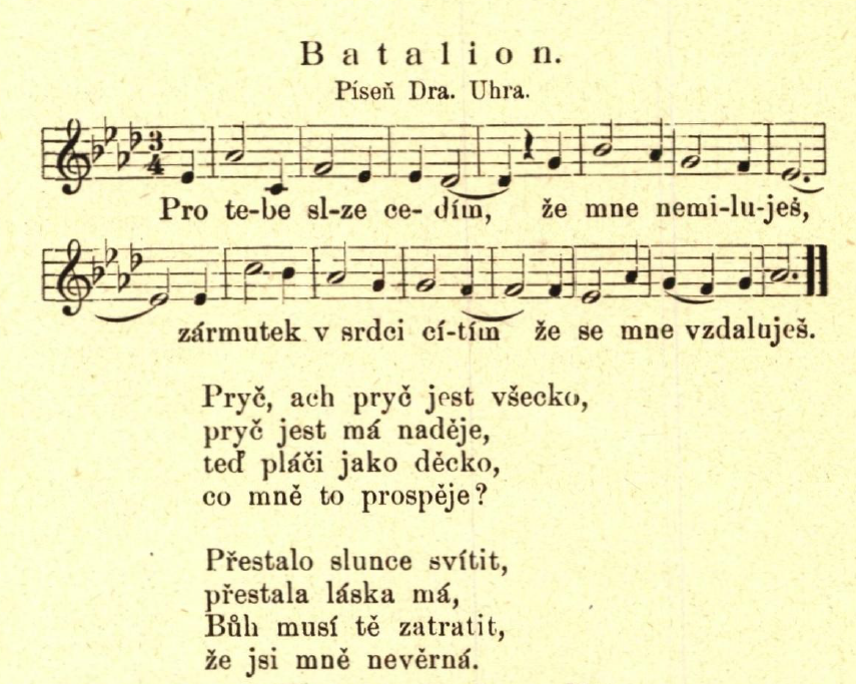
Ústřední píseň zpěvohry Batalion

Po delším úsilí o ustanovení stálého hudebně divadelního souboru v Praze byla 14. srpna 1892 otevřela pod Šmídovým vedením První pražská pěvecká společnost působící v sále restaurace U zlatého soudku v Ostrovní ulici. Jednalo se o první stálý český šantán, kde byly uváděny především kabaretní představení: tanečně hudební komponované večery s komediálními či kouzelnickými výstupy, v počtu až 15 výstupů. Na závěr bylo pak sehráno jednoaktové hudební představení. Rovněž zde byla hojně uváděna Šmídova díla. Šmíd se jako ředitel zasloužil se také o řádnou organizaci představení: začátku v přesně avizovaný čas či výběru vstupného na pokladně u vstupu, a nikoli výběrem vstupného mezi diváky v hledišti.
Působil zde do roku 1895, následně kolem sebe soustředil pěvecký divadelní soubor, který se však opakovaně pro neshody rozpadl. Krátce provozoval také letní divadlo Šmídův první český chantant v zahradě Na Slovanech. Vlastnil rovněž licenci pro promítání filmů. Roku 1903 převzal licenci syn Vítězslav.
Od roku 1902 vydával vlastní časopis Napověda, kde se mj. věnoval historii českého hudebního divadla. Od roku 1910 pak redigoval časopis Český artista.

### Úmrtí
František Leopold Šmíd zemřel 14. srpna 1915 v Praze ve věku 66 let. Pohřben byl v rodinné hrobce na Olšanských hřbitovech.

## Dílo
Často v námětech čerpal v prostředí pražského podsvětí, kriminálních a sociálně vyloučených vrstev. V jeho hrách se opakovaně objevují schematické mj. žižkovský Pepík, podskalský zloděj Véna a další, veskrze charakterově pokřivené postavy. Vedle ucelených zpěvoher napsal několik desítek pěveckých výstupů, kupletů či komediálních kabaretních monologů.
- Z pražského zákoutí, obrázek ze života pražských gaminů (1892)
- Batalion, obrázek z ovzduší alkoholu (1893) - příběh volně inspirovaný životním osudem právníka a někdejšího poslance Českého zemského sněmu Františka Uhera, který propadl alkoholismu a zemřel ve 44 letech jako bezdomovec a žebrák. Ve hře rovněž zazněla slavná píseň „Ach pryč, ach pryč je všechno“ („Přestalo slunko svítit, pohasla láska má, Bůh musí tě zatratit, žes byla nevěrná“), připisovaná Uhrovi, ale složená nejspíš samotným Šmídem. Hlavní postavou je advokát Ungr (autor mu změnil jméno), obhájce chudých, svedený na scestí nevěrou manželky.[5] Poprvé byla uváděna 9. září 1893.[6] V téže době uveřejnil Karel Ladislav Kukla stejnojmennou povídku.[7][p 1] Hra byla mimořádně úspěšná, hrála se ještě řadu let po Šmídově smrti. Roku 1927 byl příběh filmově zpracován, v hlavní roli vystoupil Karel Hašler. Ve druhém zpracování z roku 1937 hrál hlavní roli František Smolík.